# Juan Van Halen y Sartí
Juan Van Halen y Sartí (San Fernando, 16 de febrero de 1788-Cádiz, 8 de noviembre de 1864) fue un marino y militar español que combatió como general en cinco ejércitos diferentes sin ser traidor a ninguno.

## Biografía

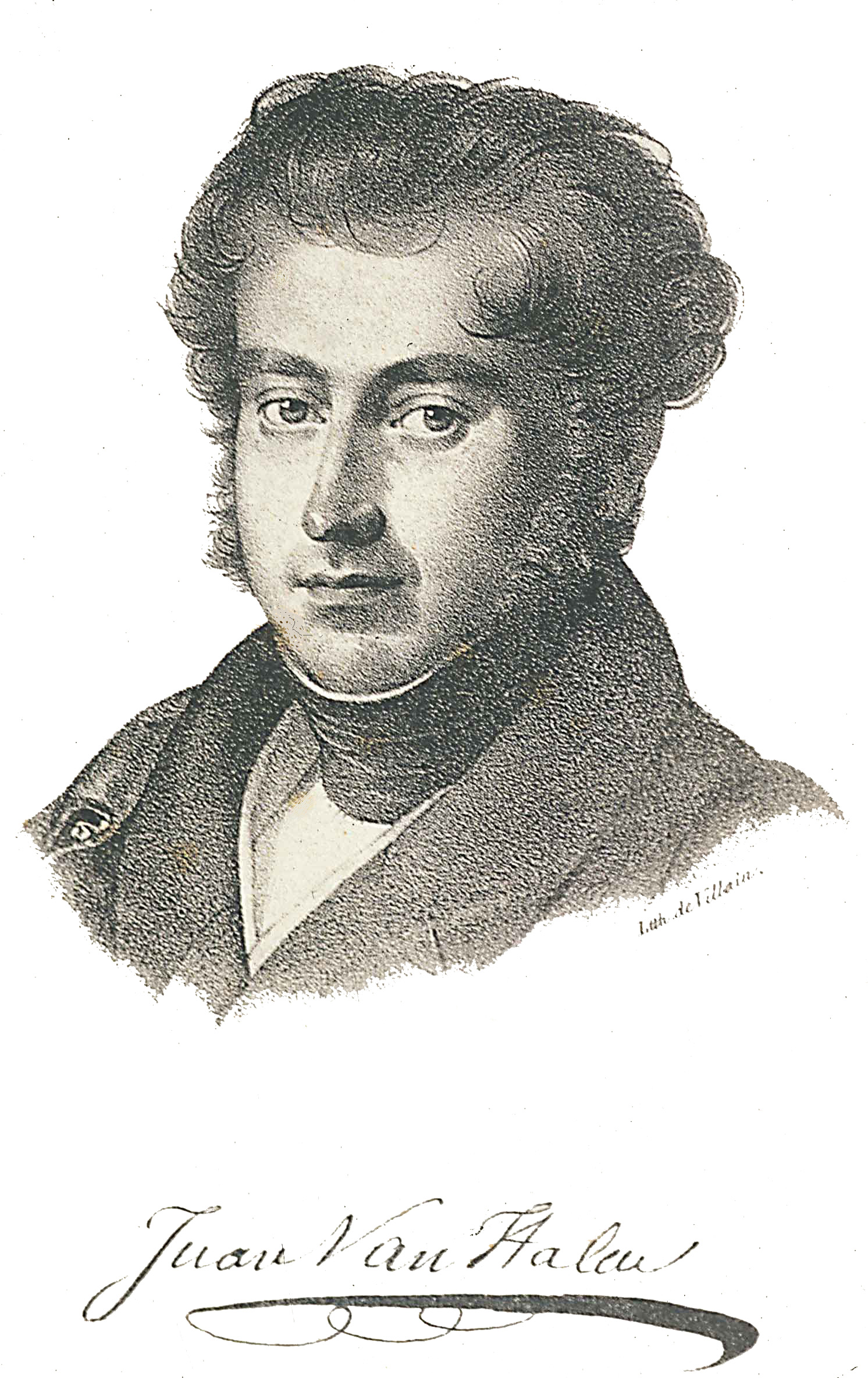
Juan Van Halen. Grabado de 1854 de José Vallejo y Galeazo (1821-1882), Biblioteca Nacional de España.

Su nombre completo habría sido «Juan Manuel Julián Antonio Van Halen y Sarti, Murphy y Castañeda». Era hijo del capitán de navío de la Real Armada Antonio Van Halen y Murphy, caballero de la Orden de Alcántara, que llegaría a ser jefe de División en la Secretaría de Marina y Secretario de Carlos IV, con nobles antepasados de origen flamenco e italiano. En Italia poseyeron la baronía y el condado de Mirabello y en Flandes, entre otros, los señoríos, luego baronías, de Halen, de Perwez y de Beveren. A través de la madre de su directo antepasado Frank Van Halen, noble flamenco al servicio de Eduardo III de Inglaterra, caballero (número 33) de la Orden de la Jarretera en 1359, Juan Van Halen descendía de Carlomagno. Alcanzó los grados de teniente general del Ejército belga, mariscal de campo del Ejército español y mayor general del Ejército ruso.
Guardiamarina de la Real Armada Española, embarcó en 1803, con quince años, en la fragata Anfítrite en singladura que le conduciría a La Habana y a Veracruz. Formó parte, como subrigadier de Guardiamarinas, de la fragata Santa María Magdalena, de la escuadra de Gravina, en una travesía que concluyó en las aguas de Trafalgar.
Destinado a Madrid, tuvo una intervención destacada en el Parque de Monteleón en el levantamiento del Dos de Mayo de 1808, jornada en la que fue herido en un hombro, que marca el comienzo de la Guerra de la Independencia española, hasta la rendición de Madrid. Sin embargo, Van Halen, como «oficial jurado» y cumpliendo la capitulación de Ferrol donde se encontraba al mando del cañonero Estrago, al igual que otros de los llamados «afrancesados», reconoció a José I Bonaparte (llamado el «Rey Intruso»), fue su oficial de órdenes y le acompañó a París para asistir al bautizo del Rey de Roma, en cuya ocasión el español conoció a Napoleón. Van Halen llegó a acompañar al Rey José cuando este huyó de España. 
En 1809 había asistido, como capitán de caballería en la Grande Armée napoleónica, a las batallas de Abensberg y Eckmühl (Baviera) y Aspern-Essling (Austria), recibiendo la Orden Real de Baviera por su acción en la batalla de Eckmühl. Durante la Guerra de la Independencia Van Halen nunca hizo armas contra el Ejército español, de acuerdo con la capitulación de Ferrol.

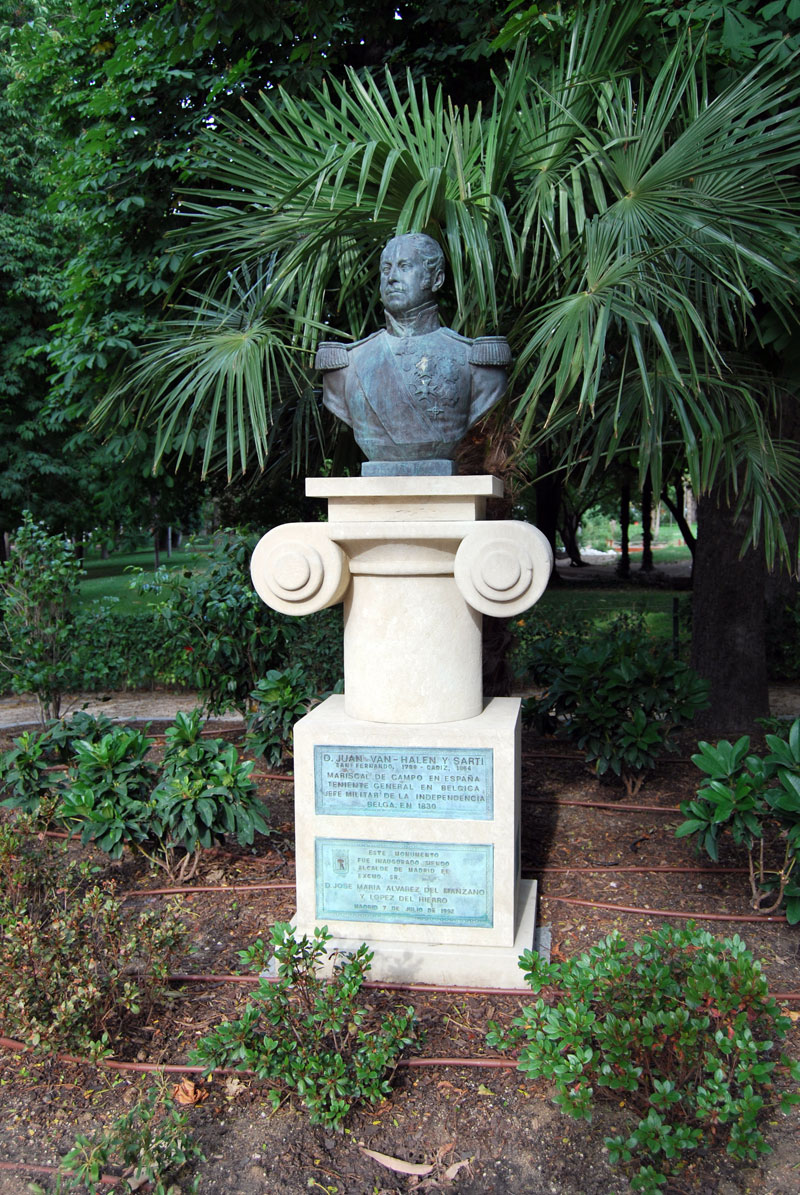
Estatua de Juan Van Halen en los jardines del Retiro de Madrid.

Tras conseguir en 1814, por medio de una estratagema, la liberación de las plazas de Lérida, Mequinenza y Monzón por los españoles, recibió un voto de gracias de las Cortes y el reconocimiento de la Regencia del Reino, que le ascendió a alférez de navío y le nombró capitán de Caballería. Teniendo este empleo fue encarcelado en 1815 mientras se investigaban sus actividades liberales, sufriendo prisión en el castillo de Marbella, siendo liberado por el capitán general conde de Montijo cuando estaba a punto de ser fusilado, al descubrirse que la real orden que conminaba a su fusilamiento era falsa. Como desagravio recibió el nombramiento de teniente coronel.
En aquel tiempo entró en una sociedad secreta de filiación masónica en Granada, con conexiones en Cartagena y Murcia. En esta última ciudad estaba al mando de un batallón y tuvo relación con el liberal Torrijos, con quien preparaba una conspiración, por lo que fue arrestado por el brigadier Iriberri y volvió a la cárcel el 21 de septiembre de 1817 (retenido en los calabozos de la Inquisición de Murcia y luego trasladado a los de Madrid). Se entrevistó en Palacio con el rey Fernando VII en 1817 y, de forma rocambolesca, se fugó de la prisión en enero de 1818, pasando como exiliado a Londres y de ahí a San Petersburgo.
Durante el proceso al que le sometió la Inquisición española, fue torturado durante dos días. Años más tarde él mismo narró su experiencia:

Me suspendieron y quedé pendiente de los sobacos de dos muletas u horquillas elevadas sobre el pavimento. Ligaron todo mi brazo derecho a la de aquel costado, y el otro lo pusieron horizontalmente extendido y la mano abierta encajonada en un guante de madera muy ajustado que cerraba apretado como un brazalete por la muñeca, y de donde partían derechos hacia el hombro dos barrotes, a mi parecer de hierro, lo que ligados por su extensión hasta el antebrazo mantenían el todo en la posición que lo había colocado. Del mismo modo sujetaron mi cintura y piernas entre aquellos dos pilares donde yo estaba suspendido, de suerte que en breve quedé sin otra acción que la precisa para respirar. Mis brazos después de cuarenta y ocho horas en aquella sujeción, de pocos minutos antes acababa de desembarazarlos, eran casi insensibles a cuanto hasta aquel instante se practicó conmigo.

En 1818 visitó en San Petersburgo al famoso ingeniero español Agustín de Betancourt, teniente general y director de Vías y Caminos del Imperio y de la Academia de Ingenieros de San Petersburgo, primera Academia rusa de Ingeniería, de la que fue fundador.
Como consecuencia de la protección de Bethancourt, Juan Van Halen fue nombrado por el zar Alejandro I mayor general de caballería con destino en el Cáucaso, a las órdenes del célebre general Yermólov, recibiendo sus despachos en Tiflis, en lo que es la actual Georgia. Combatió al mando del general príncipe armenio Valerián Madátov mandando un ala de la caballería en la toma de Joserek y por su bravura en aquella acción recibió la distinción de caballero de la Orden de San Jorge, la máxima condecoración rusa al valor en combate, y de caballero de la Orden de San Vladimiro que otorgaba nobleza hereditaria del Imperio. Por ello sus descendientes directos fueron, y lo son aún ahora, miembros de la Asamblea de la Nobleza de Rusia.
Según la historiografía rusa, Van Halen asistió en San Petersburgo a las reuniones de la sociedad secreta Unión de Salvación y a la logia masónica «Asturias», a la que acudían Bauzá, Viana y Espejo, ayudantes de Bethancourt, que agrupaban a aristócratas y oficiales comprometidos en la preparación de un movimiento liberal. Van Halen influyó notablemente en el militar Nikita Muraviov, con el que coincidió en la campaña del Cáucaso, que sería uno de los jefes de la revuelta decembrista en 1825, primer intento constitucionalista en Rusia, que fue sangrientamente sofocado.
Sus posiciones liberales, como las de otros militares españoles que habían sido acogidos en el Ejército Imperial, hicieron que a los 21 meses Juan Van Halen fuese puesto en la frontera con Austria al ser informado el zar de su intención de reintegrarse al Ejército español una vez triunfante la llamada revolución de Cabezas de San Juan que, junto a Rafael del Riego, había dirigido su íntimo amigo el general Antonio Quiroga, que luego sería cuñado de Van Halen al casarse este con su hermana María del Carmen.
Reapareció en España en 1821, como teniente coronel de Caballería, donde luchó contra los apostólicos primero y contra los Cien Mil Hijos de San Luis después. Por la acción de Vendrell recibió su primera Cruz Laureada de San Fernando. Sirvió en Cataluña como teniente coronel a las órdenes de los generales José María de Torrijos y Uriarte (fusilado con otros el 11 de diciembre de 1831 en las playas de Málaga), de quien fue jefe de Estado Mayor, Francisco Milans del Bosch y Francisco Espoz y Mina, de quien también fue jefe de Estado Mayor.
Exiliado de nuevo al volver el absolutismo en 1823, residió hasta 1826 en Cuba, enrolándose como sobrecargo de una goleta y luego plantando un cafetal en Matanzas. En 1827 se trasladó a Estados Unidos, residiendo en Nueva York y Filadelfia, donde ejerció como profesor de español. En Estados Unidos llegó a pasar calamidades económicas y decidió viajar a Bélgica para reclamar cierta herencia familiar.
En 1830 se encontraba en Bruselas y fue nombrado comandante en jefe de las Fuerzas Activas de Bélgica al iniciarse la guerra de independencia de Bélgica contra los holandeses. Consiguió una espectacular y rápida victoria frente a los holandeses, liberando las provincias belgas y abriendo paso a la independencia del país y la llegada al trono de Leopoldo I. Fue nombrado gobernador de Brabante Meridional, la región cuya cabecera era Bruselas. Gozó de una enorme popularidad rodeado de un Ejército que le era leal. Lograda la independencia, el militar isleño fue colmado de honores y recibió un sable de honor del príncipe Leopoldo, así como el empleo de teniente general, la Cruz de Hierro entre otras condecoraciones y una pensión anual de 10 000 francos. Su popularidad militar y política causan recelo entre algunos importantes personajes belgas y puso en guardia a los políticos del nuevo Estado, por lo que fue arrestado en Mons y puesto inmediatamente en libertad. Según los historiadores de ese periodo, el español nunca tuvo la intención de hacer un 18 de Brumario en Bélgica. En 1831, siendo teniente general en el nuevo Reino de Bélgica, formó un batallón de belgas a petición del también gaditano conocido como Juan Álvarez Mendizábal, nacido Álvarez Méndez (1790-1853), para defender a los liberales antimiguelistas de Portugal.
Regresó a España en 1833, a la muerte de Fernando VII, reclamado por la reina Isabel II, y se reincorporó a la Caballería con el grado que tenía en España en 1823 que era el de teniente coronel, y durante la primera guerra carlista, en las provincias vascongadas estuvo a las órdenes del general Luis Fernández de Córdova, jefe del Ejército del Norte. Recibió de la reina la insólita autorización de anteponer oficialmente el grado de teniente general belga al grado que ostentase en el Ejército español.
A partir del final de la primera guerra carlista, Juan Van Halen fue protegido por los gobiernos liberales y confinado o en situación de cuartel por los gobiernos moderados. Viajó con misiones oficiales en 1835, 1837 y 1838 a Bélgica e Inglaterra. Fue gobernador y jefe militar del Señorío de Molina de Aragón y gobernador y comandante militar de Tarragona y del Alto Arán. Pacificó aquel territorio y firmó un convenio para erradicar a contrabandistas y partidas armadas de la zona, y en agradecimiento a su labor se levantó en 1841 la llamada Cruz Van Halen en el Puerto de la Bonaigua, Valle de Arán. Muy próximo al general Espartero, a la caída de este en 1843 Van Halen volvió a la situación de cuartel. Ascendió a mariscal de campo (general de división) y con este grado le llegó el retiro.
En 1854 fue nombrado gentilhombre de cámara con ejercicio de la reina Isabel II y recibió la gran cruz de la Orden de Carlos III (30 de noviembre) y posteriormente el collar de la misma Orden. Ya estaba en posesión de la gran cruz de la Orden de Isabel la Católica y en tres ocasiones recibió la cruz de la Orden de San Fernando. Muchos historiadores recogen que desde 1854 asumió la presidencia del Tribunal Supremo de Guerra y Marina, pero confunden a Juan Van Halen con su hermano Antonio Van Halen, primer conde de Peracamps, también general en la misma época. Se le confunde igualmente con su hermano Antonio cuando se asegura que Juan Van Halen fue quien ordenó el bombardeo de Barcelona en 1842 y que acompañó al general Espartero en su exilio de 1843.

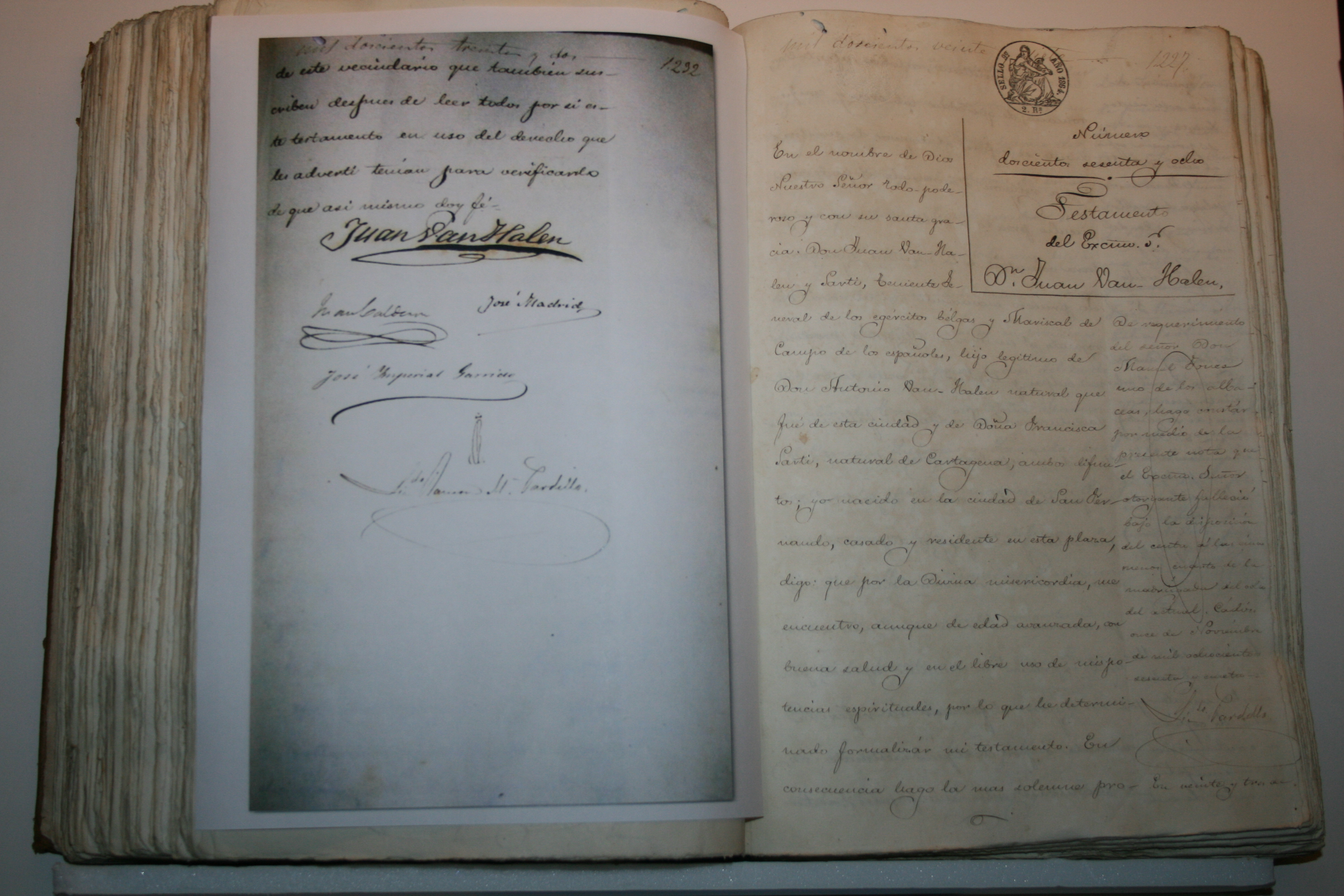
Exposición del testamento de Juan Van Halen.

Juan Van Halen tiene dedicada una calle en Madrid, un busto en el parque madrileño del Retiro, una cruz con su nombre en el Puerto de la Bonaigua (Valle de Arán), un bajorrelieve en el monumento a la independencia belga en la plaza de los Mártires de Bruselas, una calle en San Fernando, una calle en Weert (Holanda), y bustos, retratos y recuerdos varios (sables, placas, medallas, etc.) en el Museo Municipal de Weert, en el Museo Real de Historia Militar de Bruselas y en el Museo Naval de Madrid.
Publicó en 1827 sus Memorias, aparecidas en París, Lieja, Dordrecht, Stuttgart, Londres, Nueva York y en 1842 en Madrid. Igualmente publicó una Historia de la Inquisición, Las cuatro jornadas de Bruselas, Dos años en Rusia y varios folletos reivindicativos.
Había casado en 1821 con María del Carmen Quiroga y Hermida, de la casa marquesal de Montedoro, de las condales de Ardabani y Oleiros y de la baronial de Paar, hija de José Ramón Quiroga y Ribera, Señor de San Tirso de Mabegondo, hermana del teniente general Antonio Quiroga y Hermida, uno de los héroes de la revolución de Cabezas de San Juan en 1820. Muerta esta en 1859, casó en 1862 con Clotilde Butler y Abrines, de familia de marinos y noble origen irlandés, que sobrevivió al general.
El general Van Halen falleció en Cádiz, convaleciente de unas fiebres, el 8 de noviembre de 1864, y fue enterrado con honores militares en el panteón familiar que se había hecho construir en el cementerio del Puerto de Santa María, donde junto a él reposan su primera esposa y dos de sus hijos.

## Obras
- Dos palabras al público por una víctima de la Inquisición, Madrid, imprenta de El Censor, 1821.
- Verdades oportunas expuestas a Su Majestad, Madrid, 1821.
- Narración de D. Juan van Halen escrita por él mismo, o, Relación circunstanciada de su cautividad en los calabozos de la Inquisición, su evasión y su emigración, París: Librería de Jules Renouard, 1828, 2 vols., quinta edición de sus memorias (tras las dos en francés en París y Bruselas, de 1827, y en inglés en Londres, también en 1827) y segunda en español, con más material incluido por el autor, que desaprueba una cuarta edición traducida al español sin su permiso desde el francés (que es Memorias de Juan Van-Halen: parte primera en que refiere su cautiverio en los calabozos de la inquisición de España, en los años de 1817 y 1818... Gaultier-Laguionie, 1827); también se tradujo al alemán en 1828, y hubo otras ediciones, de la traducción al inglés en 1830, y en español como Memorias del coronel d. Juan van Halen... París: Librería de Lecointe / Perpiñán: Librería de Laserre, 1836 y Madrid, 1842.[2]
- Les quatre journées de Bruxelles... suivies de son procès et d'autres pièces importantes, Bruxelles, chez J. P. Meline, 1831.
- Dos años en Rusia: obra redactada a la vista de las memorias y manuscritos originales del general D. Juan Van-Halen. Ed. de Agustín Mendía, Valencia: J. M. Garin, 1849.